# Budenheim
Budenheim ist eine verbandsfreie Gemeinde im Landkreis Mainz-Bingen in Rheinland-Pfalz. Zum 31. Dezember 2020 lebten hier rund 8600 Menschen. Budenheim ist gemäß Landesplanung als Grundzentrum ausgewiesen.

## Geographie

### Geographische Lage
Die Gemeinde Budenheim ist die einzige verbandsfreie Gemeinde im Landkreis Mainz-Bingen, die keinen Stadtstatus hat. Sie liegt in Rheinhessen neun Kilometer westlich des Stadtzentrums der rheinland-pfälzischen Landeshauptstadt Mainz, begrenzt vom nördlich vorbeifließenden Rhein und dem Lennebergwald, der den Wohnort Budenheim von Süden bis Westen markiert. Östlich der Gemeinde liegen die Mainzer Stadtteile Mombach und Gonsenheim, südlich Mainz-Finthen, westlich von Budenheim liegt der Ingelheimer Stadtteil Heidesheim am Rhein. Auf der gegenüberliegenden Rheinseite liegt das zum hessischen Rheingau-Taunus-Kreis gehörende Walluf.

### Topografie
Die höchste Erhebung Budenheims ist der 176,8 m hohe Lenneberg im Lennebergwald. Auf dem Lenneberg steht der im Jahr 1880 eingeweihte Lennebergturm.

## Geologie

### Regionalgeologischer Rahmen
Budenheim liegt im Norden des linksrheinischen Teils des Mainzer Beckens. Das Mainzer Becken ist eine ehemalige Senke am Nordwestrand des Oberrheingrabens, die im Tertiär infolge der Fernwirkung der Alpenbildung entstanden ist. Die Ablagerungen des Mainzer Beckens bestehen überwiegend aus vollmarin bis brackisch-marinen Siliziklastika des Oligozäns und brackisch-marinen Kalksteinen des Miozäns. Eine spätoligozäne konglomeratisch-sandige Schichtenfolge im Norden des Beckens, die vormals als Milchquarzschotter bezeichnet wurde, trägt heute nach ihrer Typlokalität bei Budenheim den Namen Budenheim-Formation. Miozäne Kalksteine sind bis in die 1960er Jahre im Steinbruch Budenheim abgebaut worden.

### Das Budenheimer Nashorn

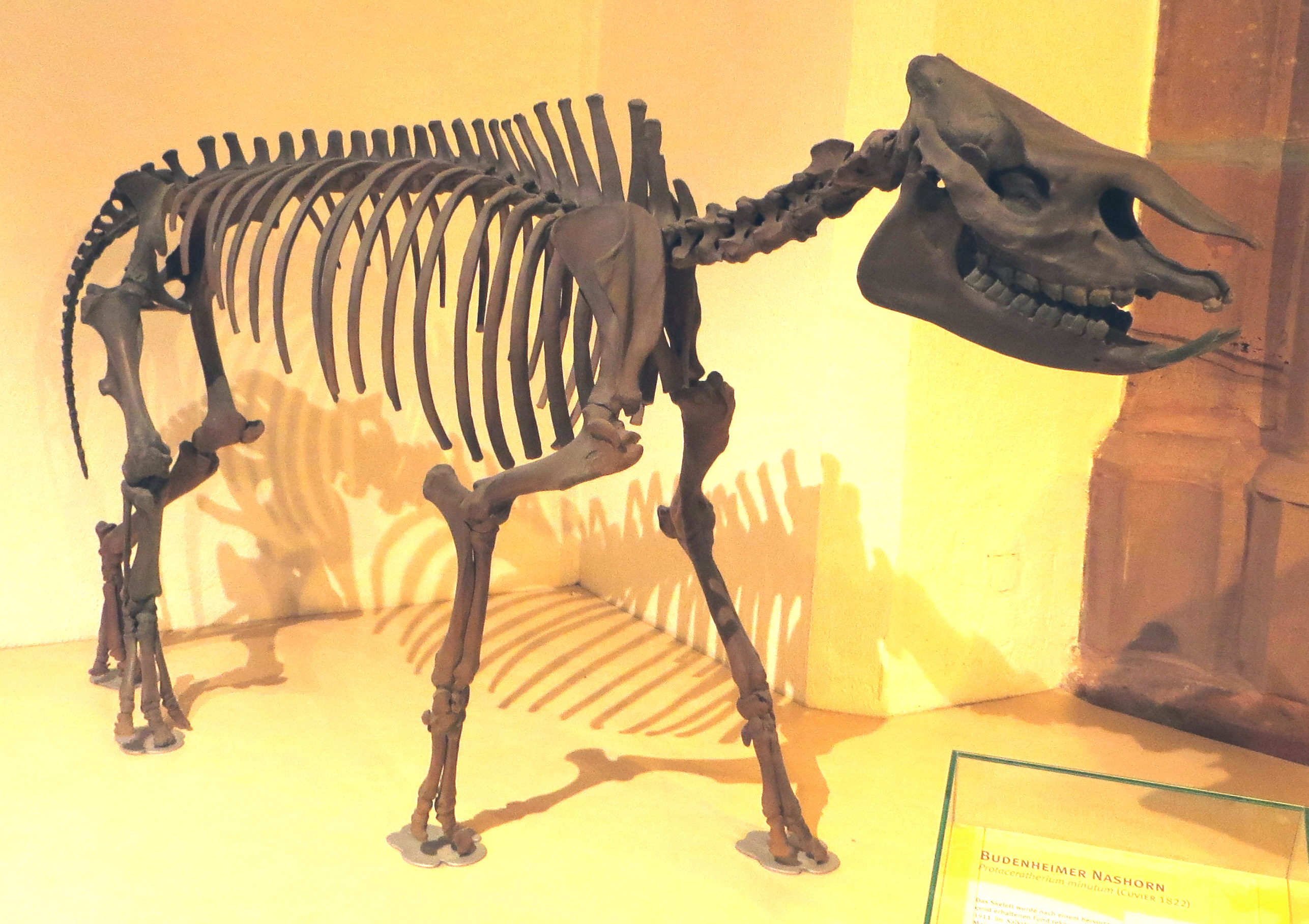
Rekonstruktion des Skelettes des Budenheimer Nashorns (Kopie im Mainzer Naturkundemuseum)

Im „Littorinellenkalk“ (entspricht den Inflata-Schichten und den Hydrobien-Schichten der moderneren Nomenklatur) des Mainzer Beckens bei Budenheim wurde 1911 ein etwa 20 Millionen Jahre altes Nashornskelett aus dem frühen Miozän entdeckt. Es handelt sich um ein weitgehend vollständiges, 85 cm hohes Exemplar der ausgestorbenen, hornlosen, tapirähnlichen Art Protaceratherium minutum. Ursprünglich wurde das Budenheimer Nashorn als Vertreter der Spezies Rhinoceros (Ceratorhinus) tagicus bestimmt, womit die Annahme verknüpft war, es sei ein enger Verwandter des rezenten Sumatra-Nashorns (Dicerorhinus sumatrensis – der Gattungsname Ceratorhinus ist ein jüngeres Synonym von Dicerorhinus). Eine Stellung in der „primitiven“ Gattung Protaceratherium schließt eine engere Verwandtschaft mit den rezenten Nashörnern aber aus.
In Budenheim sind auch zahlreiche andere miozäne Wirbeltierfossilien gefunden worden. Die meisten stammen von Säugetieren, aber einige stammen auch von Krokodilen. Das Originalexemplar des Budenheimer Nashorns, einer der weltweit am besten erhaltenen und komplettesten Funde von Nashörnern aus dem Miozän, wird im Senckenberg-Museum in Frankfurt am Main ausgestellt. Im Naturhistorischen Museum Mainz steht eine exakte Kopie.

## Geschichte
Der Ort wurde als „Butenheim“ im Lorscher Codex in einer Auflistung der Besitztümer der Abtei Lorsch, die diese im 8. Jahrhundert in und um Mainz hatte (Urkunde-Nr. 1977), als einziger Eintrag und ohne Jahresangabe erwähnt. Im Mittelalter war Budenheim ein Lehen der Rheingrafen, ehe Graf Siegfried II. 1272 die Ortschaft dem Kloster Eberbach vermachte. Zwanzig Jahre später fiel Budenheim an die Abtei Altmünster, deren Äbtissinnen die nächsten Jahrhunderte das Geschehen bestimmten.
Ab 1563 gehörte der Ort zum Mainzer Erzstift. Die Altmünsterabtei verlor ihren Einfluss endgültig im November 1781, als ihr Vermögen dem Mainzer Universitätsfonds übereignet wurde. Ab den 1850ern fasste mit dem Bau der Eisenbahnlinie Mainz-Bingen und dem Ausbau des Schiffsverkehrs die Industrialisierung Fuß in Budenheim. Der Weinanbau, der die Gemeinde in früheren Jahrhunderten geprägt hatte, wurde zu Beginn der 1960er Jahre beendet.

## Politik

### Gemeinderat und Bürgermeister

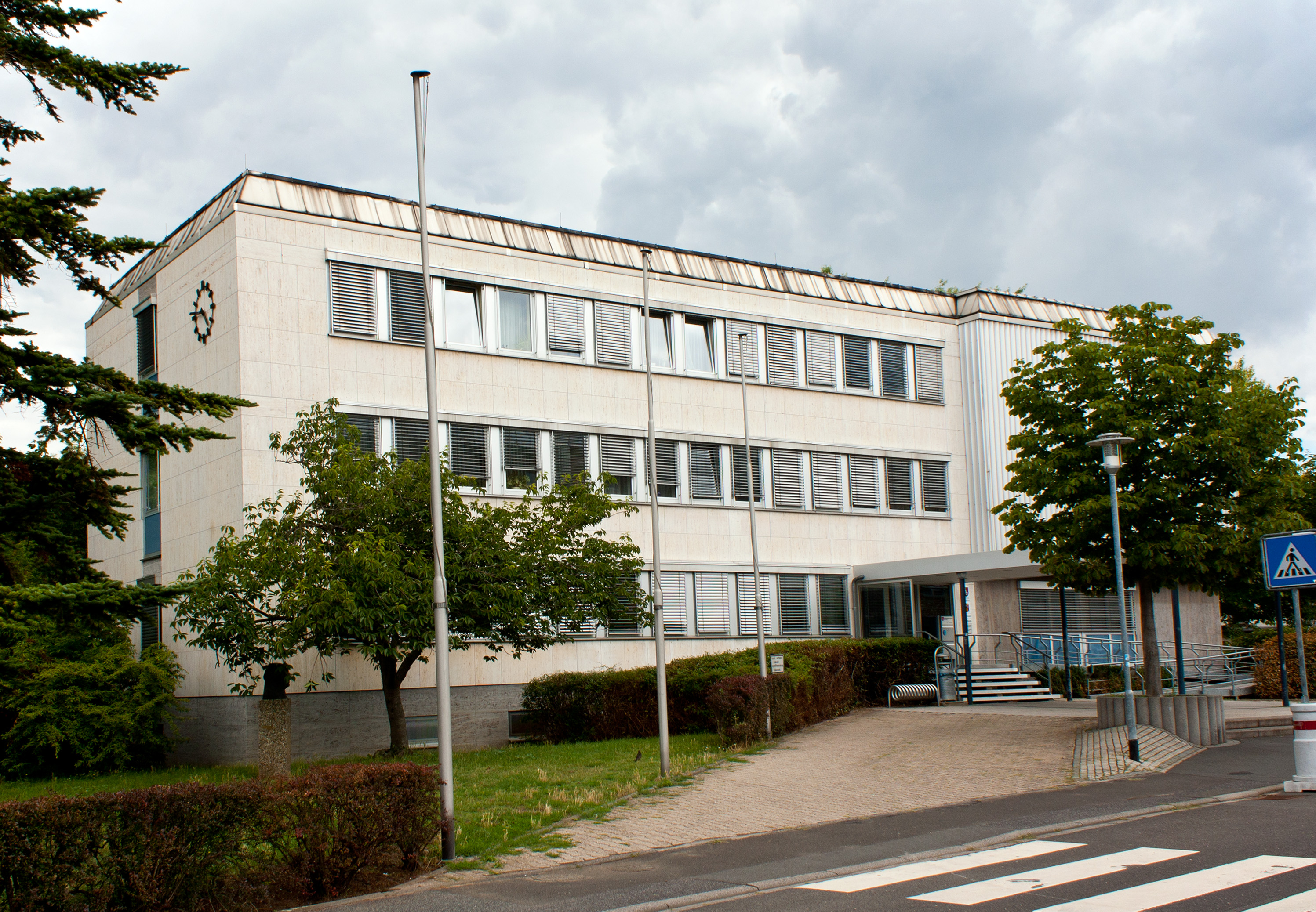
Das Rathaus in Budenheim

Der Gemeinderat in Budenheim besteht aus 24 ehrenamtlichen Ratsmitgliedern, die bei der Kommunalwahl am 9. Juni 2024 in einer personalisierten Verhältniswahl gewählt wurden, und dem hauptamtlichen Bürgermeister als Vorsitzendem.
Die Sitzverteilung im Gemeinderat:
| Wahl | SPD | CDU | GRÜNE | FDP | FW | GLB | Gesamt   |
| ---- | --- | --- | ----- | --- | -- | --- | -------- |
| 2024 | 5   | 7   | 6     | 1   | 5  | –   | 24 Sitze |
| 2019 | 5   | 10  | 7     | 2   | –  | –   | 24 Sitze |
| 2014 | 6   | 12  | 4     | 2   | –  | –   | 24 Sitze |
| 2009 | 6   | 12  | –     | 2   | –  | 4   | 24 Sitze |
| 2004 | 6   | 13  | –     | 2   | –  | 3   | 24 Sitze |

- GLB = Wählergruppe „Grüne Liste Budenheim“, seit Juni 2012 ein Ortsverband von Bündnis 90/Die Grünen.

Bürgermeister ist seit September 2018 Stephan Hinz (CDU). Er löste seinen Parteikollegen Rainer Becker (1998–2018) ab, der das Amt vorzeitig niedergelegt hatte.

### Gemeindepartnerschaften
Partnergemeinden sind Eaubonne in Frankreich und Isola della Scala aus Italien. Darüber hinaus wird mit der Stadt Wiesmoor in Ostfriesland eine freundschaftliche Beziehung gepflegt.

## Kultur, Religion und Sport

### Budenheimer Blütenfest
Das Budenheimer Blütenfest wird in Anlehnung auf die einsetzende Baumblüte jeweils am letzten April-Wochenende mit der Wahl einer Blütenkönigin seit 1955 gefeiert. Der Budenheimer Blütenkönigin stehen zwei Blütenprinzessinnen zur Seite, die für ein Jahr gemeinsam die Gemeinde Budenheim zu besonderen Anlässen repräsentieren.

### Budenheimer Rheinuferfest
Das Budenheimer Rheinuferfest ist das Nachfolgefest des Budenheimer Straßenfestes. Veranstalter dieses Volksfests ist der Budenheimer Vereinsring und dessen angeschlossene Ortsvereine. Gefeiert wird das Rheinuferfest über einen Zeitraum von drei Tagen am  Isola-della-Scala-Platz jeweils am letzten Wochenende vor den rheinland-pfälzischen Sommerferien.

### Budenheimer Kerb
Die Budenheimer Kerb (Kirchweih) geht auf die Einweihung der katholischen Pankratiuskirche am 3. September 1747 zurück und wird jeweils über einen Zeitraum von vier Tagen jeweils am dritten September-Wochenende gefeiert.

### Karnevalsvereine
In Budenheim gibt es zwei Karnevalsvereine: den Carneval-Club Budenheim (CCB) und die Dalles-Ehrengarde. Die Ehrengarde wurde 2007 als Sektion des Carneval-Clubs gegründet, ist seit 2013 aber eigenständig. Die Garde eskortiert diverse Fastnachtssitzungen in „Budenum un drumerum“ und veranstaltet einmal pro Karnevalssaison eine „Stehung“ in ihrem „Feldlager“ bei einem örtlichen Weinhändler.

### Konfessionsstatistik
Gemäß dem Zensus 2011 waren 40,5 % römisch-katholisch, 22,1 % der Einwohner evangelisch und 37,4 % waren konfessionslos, gehörten einer anderen Glaubensgemeinschaft an oder machten keine Angabe. Der Anteil der evangelischen und katholischen Kirchenmitglieder an der Gesamtbevölkerung ist seitdem beträchtlich gesunken. Mit Stand Jahresende Juni 2025 waren von den Einwohnern 29,9 % katholisch, 16,2 % evangelisch und 53,9 % waren konfessionslos oder gehörten einer anderen Glaubensgemeinschaft an.

### Sport
Der größte örtliche Sportverein ist die TGM Budenheim, die unter anderem Tischtennis, Gymnastik, Turnen und Basketball anbietet. Daneben gibt es kleinere Sportvereine wie den FV Budenheim für Fußball, den Radsportverein Budenheim und die Sportfreunde Budenheim für Handball.
In Budenheim hat außerdem der Mainzer Golfclub sein Domizil. Die Anlage umfasst einen 18-Loch-Turnierplatz sowie einen öffentlichen 6-Loch-Kurzplatz und eine Driving Range.

## Wirtschaft und Infrastruktur

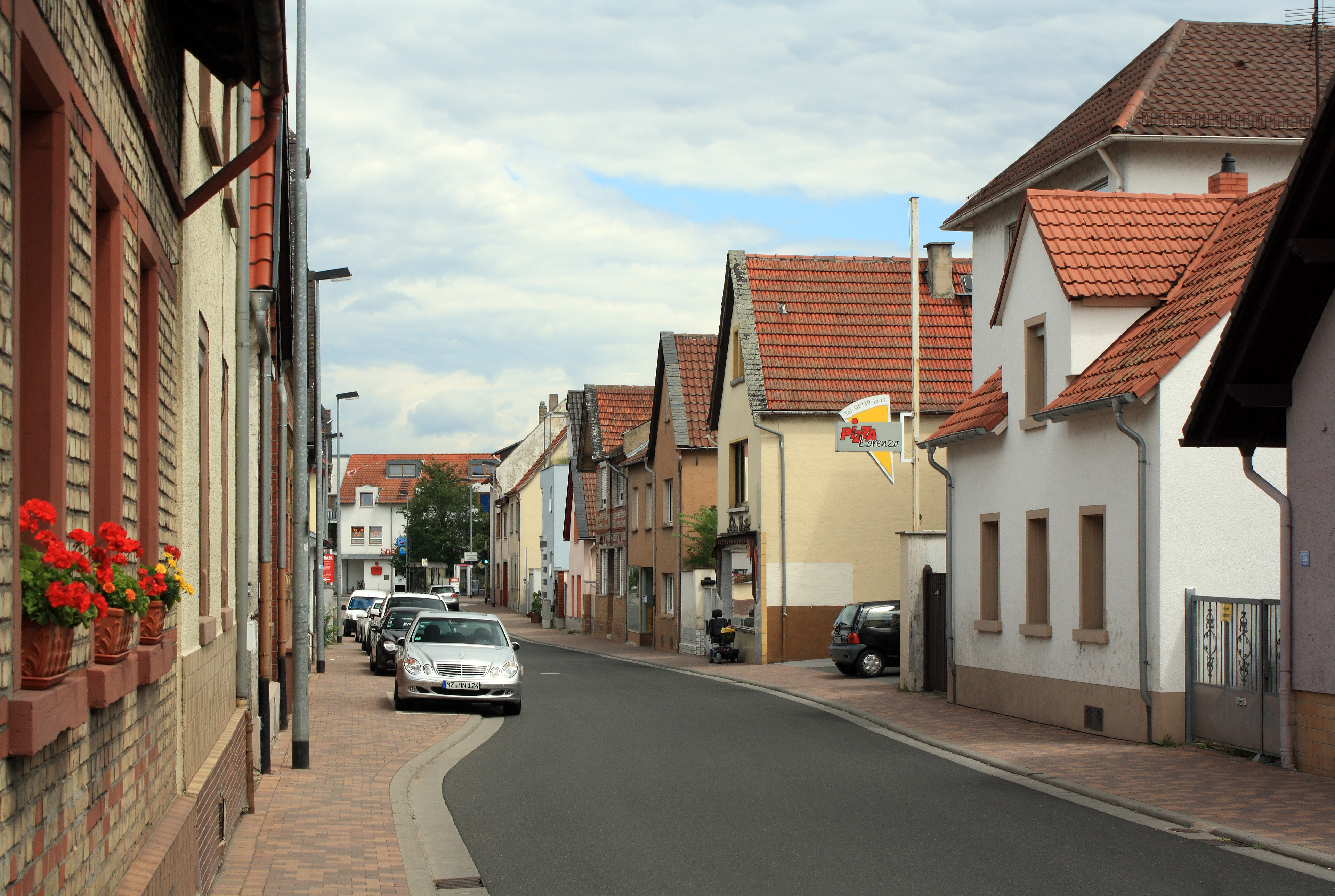
Blick in die Binger Straße

### Wirtschaft
Die 1908 gegründete Chemische Fabrik Budenheim gehört zur Geschwister Oetker Beteiligungen KG und ist mit rund 850 Beschäftigten am Standort in Budenheim einer der weltweit führenden Hersteller von Spezialchemie. International unter dem Kurznamen 'Budenheim' bekannt, trägt der Chemiespezialist den Namen der Gemeinde in die Welt.
Die Firma Bericap stellt Kunststoffverschlüsse für die Lebensmittel-, Getränke-, Mineralöl-, chemische und pharmazeutische Industrie her.

### Verkehr

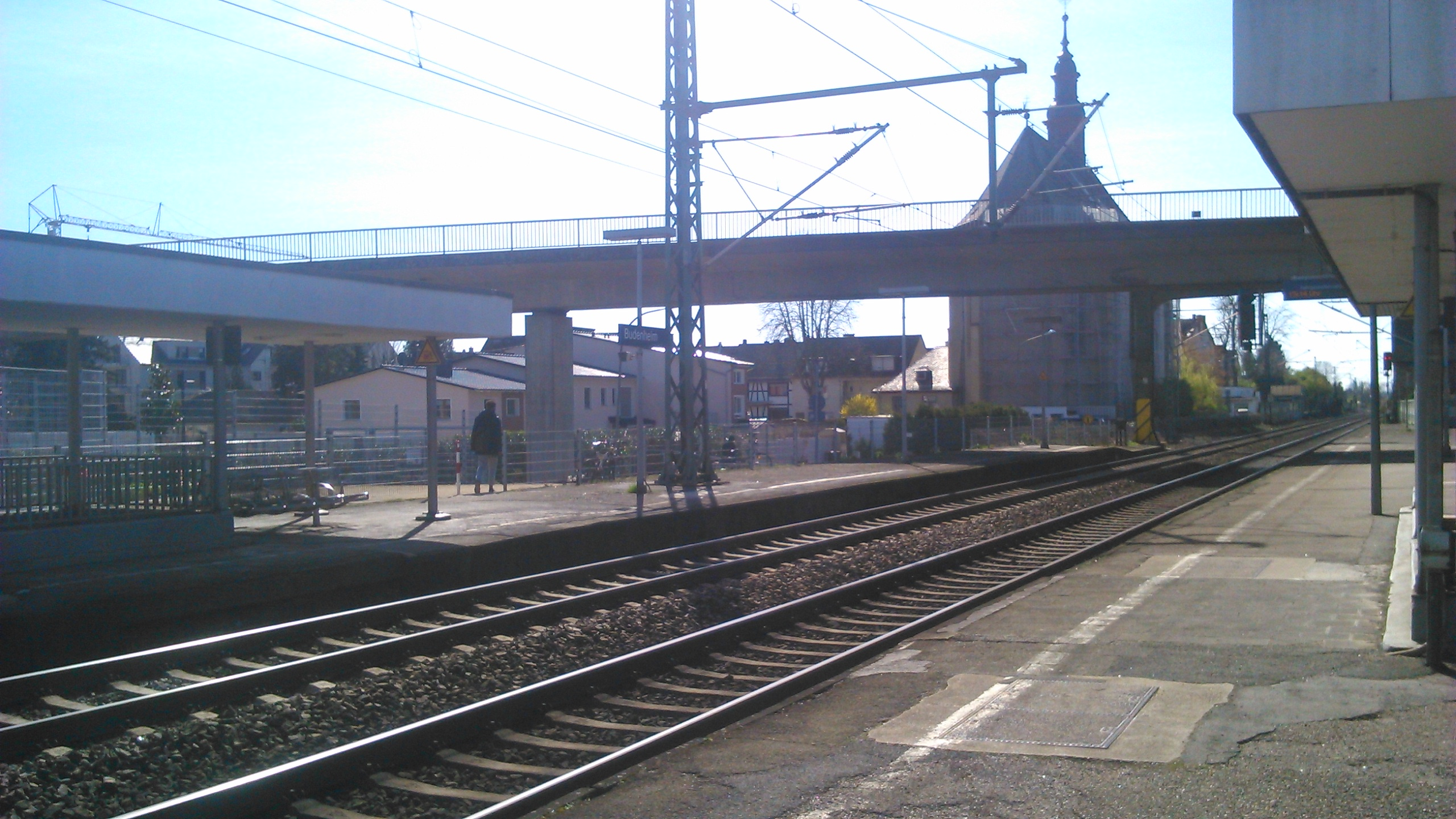
Der Bahnhof in Budenheim

- Die Bundesautobahn 643 wird nach circa 4 km an der Anschlussstelle Mainz-Mombach erreicht, die Bundesautobahn 60 nach circa 4 km an der Anschlussstelle Heidesheim/Budenheim. Ergänzend zu einer mittlerweile rund 50 Jahre alten Bestandsbrücke wird das Industriegebiet am Rhein seit Juli 2024 durch eine neue Brücke angebunden. Diese überquert Bahnstrecke Mainz-Bingen-Koblenz und endet nach rd. 800 m innerhalb des Industriegeländes. Sie ist eine wichtige Anbindung für die Unternehmen des Industriegebiets.
- Budenheim ist ein Haltepunkt für Nahverkehrszüge auf der linken Rheinstrecke. Überwiegend halten hier Züge der Mittelrheinbahn, im Nacht- und Berufsverkehr halten auch einzelne Züge der Linie RB 33 in Richtung Bad Kreuznach beziehungsweise Mainz. Die Fahrzeit nach Mainz Hauptbahnhof beträgt 7 bis 10 Minuten, die Fahrtzeit nach Bingen Hauptbahnhof beträgt rund 20 bis 25 Minuten (Stand 07/2021).[14]

| Linie | Verlauf | Takt                                    |
| ----- | --- | --------------------------------------- |
| RB 26 | MittelrheinBahn: (Köln/Bonn Flughafen –) (nur im Nachtverkehr) Köln Messe/Deutz – Köln Hbf – Köln West – Köln Süd – Hürth-Kalscheuren – Brühl – Sechtem – Roisdorf – Bonn Hbf – Bonn UN Campus – Bonn-Bad Godesberg – Bonn-Mehlem – Rolandseck – Oberwinter – Remagen – Sinzig (Rhein) – Bad Breisig – Brohl – Namedy – Andernach – Weißenthurm – Mülheim-Kärlich – Koblenz-Lützel – Koblenz Stadtmitte – Koblenz Hbf – Rhens – Spay – Boppard Hbf – Boppard-Bad Salzig – Boppard-Hirzenach – Sankt Goar – Oberwesel – Bacharach – Niederheimbach – Trechtingshausen – Bingen (Rhein) Hbf – Bingen (Rhein) Stadt – Bingen-Gaulsheim – Gau Algesheim – Ingelheim – Heidesheim (Rheinhessen) – Uhlerborn – Budenheim – Mainz-Mombach – Mainz Hbf Stand: Fahrplanwechsel Dezember 2021 | 60 min 30 min (Bingen–Mainz wochentags) |
- Der Budenheimer Bahnhof ist Endstation der Stadtbuslinie 68 der Mainzer Verkehrsgesellschaft.[15] Die Fahrzeit von dort zum Mainzer Hauptbahnhof beträgt rund 25 Minuten (Stand 12/2016).
- Im Juni 2018 wurde die bisher in Mainz-Mombach endende Buslinie 61 bis Budenheim verlängert und verkehrte dort im Stundentakt.[16][17] Zum 1. April 2022 wurden sowohl die Linie 61, als auch die ORN-Buslinie 620 durch die neue MVG-Buslinie 80 ersetzt, welche im Halbstundentakt Budenheim mit der Mainzer Innenstadt und Ingelheim am Rhein verbindet.[18]
- Wegen der Sperrung der Schiersteiner Brücke bestand zwischen dem 19. Februar und dem 24. April 2015 zwischen Budenheim und dem hessischen Walluf eine Autofährverbindung über den Rhein.[19]

## Persönlichkeiten
- Josef Benzing (1904–1981), Bibliothekar und Luther-Bibliograph und Erforscher des Buchdrucks, der in Budenheim lebte
- Josef Amadori (1921–2007), Fußballspieler des 1. FSV Mainz 05, starb in Budenheim
- Georg May (* 1926), römisch-katholischer Theologe, Apostolischer Protonotar, lebt in Budenheim
- Franz Staab (1942–2004), deutscher Historiker und Universitätsprofessor, geboren in Budenheim

## Kulturdenkmäler
- siehe Liste der Kulturdenkmäler in Budenheim